# Мруженко Михайло Миколайович
Михайло Миколайович Мруженко (15.02.1978—24.04.2022) — солдат Збройних Сил України, учасник російсько-української війни, який загинув під час російського вторгнення в Україну.

## Життєпис
Народився 15 лютого 1978 року в селищі Єрки Звенигородського району на Черкащині. 
Працював у Єрках на місцевому підприємстві. З жовтня 2015 по жовтень 2016 року брав участь в АТО у м. Слов'янську Донецької області. З початком російського вторгнення в Україну одразу ж став на захист рідної землі. 
Загинув 24 квітня 2022 року на Донеччині внаслідок ворожого артилерійського обстрілу. Похований у рідному селі. 
Залишились батьки, сестра, дружина та дві доньки

## Нагороди
- орден «За мужність» III ступеня (2022) (посмертно) — за особисту мужність і самовіддані дії, виявлені у захисті державного суверенітету та територіальної цілісності України, вірність військовій присязі[3].
- Медаль «За участь в АТО» (2016).
- Грамота Головнокомандуючого Збройних Сил України (2016).